# 제37회 베네치아 국제 영화제
제37회 베네치아 국제 영화제는 1980년 8월 28일에 열린 시상식이다. 이탈리아 베니스에서 개최되었다.

## 수상 및 후보

### 황금사자상
- 아틀란틱 시티 - 루이 말 수상
- 글로리아 - 존 카사베츠 수상

### FIPRESCI상
- 구세주 알렉산더 - 테오도로스 앙겔로플로스 수상

### 파시네티 어워드 - 여우주연상
- 리차드 씽스 - 리브 울만 수상

### 파시네티 어워드 - 감독상
- Aulad el rih - Les enfants du vent - Brahim Tsaki 수상

### 파시네티 어워드 - 남우주연상
- 고잉 인 스타일 - 리 스트라스버그 수상